# Carl Mirbt
Carl Theodor Mirbt (* 21. Juli 1860 in Gnadenfrei, Landkreis Reichenbach; † 27. September 1929 in Göttingen) war ein deutscher evangelischer Kirchenhistoriker und Missionswissenschaftler.

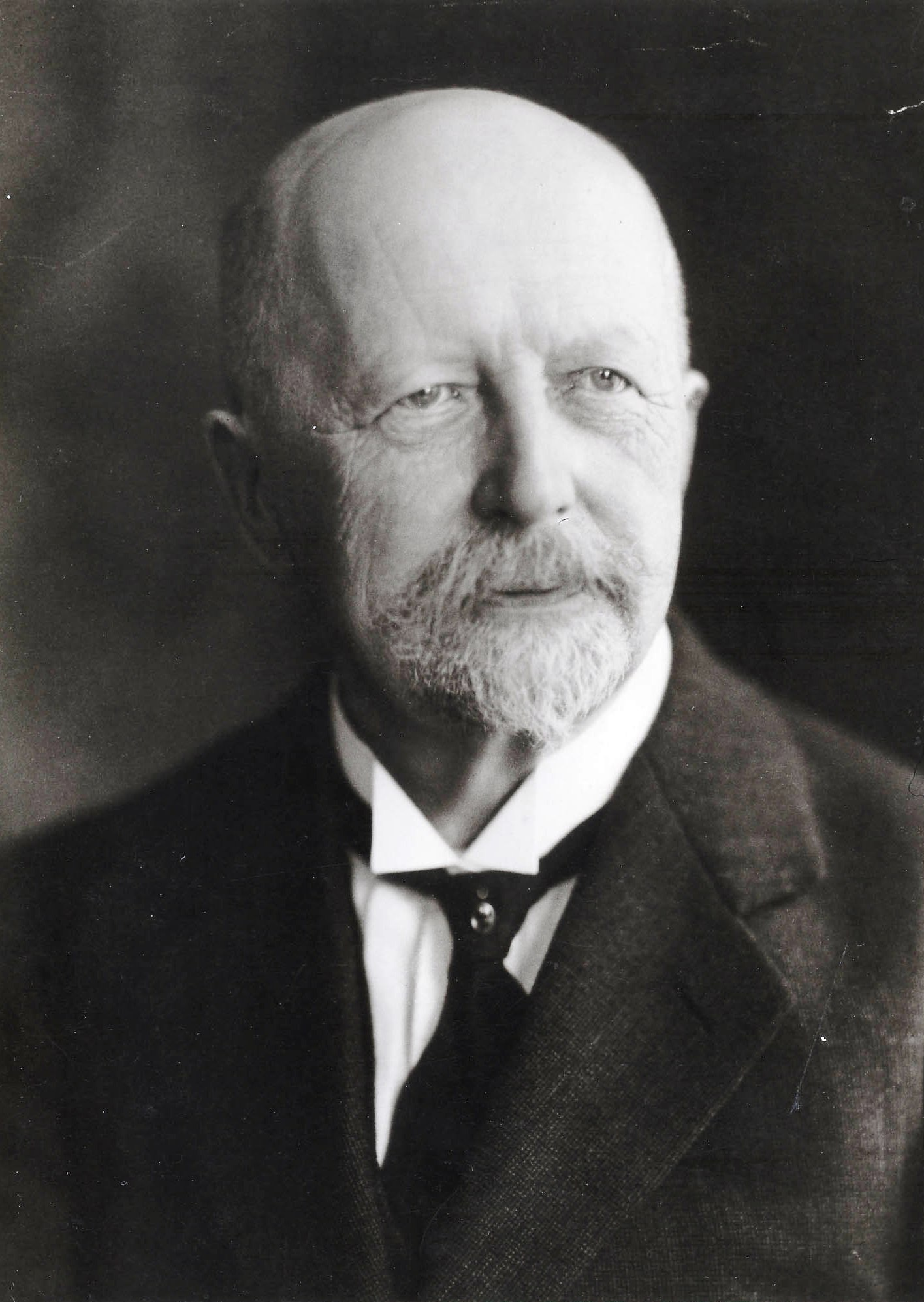
Carl Mirbt ca. 1925

## Leben

### Familie
Carl Mirbt war verheiratet mit Margarethe geb. Wagner, der Tochter des Geographen Hermann Wagner.
Mirbts Kinder sind Hermann, Ida (1893–1984), Heinz (1894–1915), Rudolf und Carl Alexander Mirbt (1902–1975).

### Ausbildung
Mirbt studierte von 1880 bis 1885 Theologie in Halle, Erlangen und Göttingen. Während seines Studiums in Göttingen wurde er Mitglied der Akademischen Theologischen Verbindung Thuringia. 1888 wurde er an der Theologischen Fakultät der Universität Göttingen mit einer Dissertation über das Thema Die Stellung Augustin’s in der Publicistik des Gregorianischen Kirchenstreits promoviert. Ebenfalls 1888 habilitierte er sich in Göttingen für das Fach Kirchengeschichte.

### Berufliche Entwicklung
1889 wurde er außerordentlicher Professor für Kirchengeschichte an der Universität Marburg und 1890 dort ordentlicher Professor. 1903/04 bekleidete er das Amt des Rektors. Von 1911 bis zu seiner Emeritierung 1928 war Mirbt Professor für Kirchengeschichte an der Universität Göttingen, wo er wiederum 1920/21 als Rektor amtierte. Als dieser wurde er auch 1914 Ehrenphilister der Studentenverbindung Göttinger Wingolf.
1918 gründete Mirbt die Deutsche Gesellschaft für Missionswissenschaft, deren Vorsitz er bis zu seinem Tod innehatte. Von 1927 bis 1929 war er Vorsitzender der Gesellschaft für niedersächsische Kirchengeschichte. 1921 wurde er zum ordentlichen Mitglied der Göttinger Akademie der Wissenschaften gewählt.

## Werke
- Die Publizistik im Zeitalter Gregors VII. Hinrichs’sche Buchhandlung, Leipzig 1894. Nachdruck: Leipzig 1965.
- Quellen zur Geschichte des Papsttums. Freiburg, Leipzig: Mohr, 1895. Ab der zweiten Auflage unter dem Titel Quellen zur Geschichte des Papsttums und des römischen Katholizismus. Tübingen / Leipzig 1901. Dritte Auflage: Tübingen 1911. Vierte Auflage: Tübingen 1924.
- Die preussische Gesandtschaft am Hofe des Papstes. Buchhandlung d. Evangel. Bundes, Leipzig 1899.
- Die katholisch-theologische Fakultät zu Marburg: ein Beitrag zur Geschichte der katholischen Kirche in Kurhessen und Nassau. Elwert, Marburg 1905.
- Mission und Kolonialpolitik in den deutschen Schutzgebieten. Tübingen 1910.
- Geschichte der katholischen Kirche von der Mitte des 18. Jahrhunderts bis zum Vatikanischen Konzil. Göschen’sche Verl.buchh., Berlin [u. a.] 1913.
- Die evangelische Mission in Deutsch-Ostafrika. In: Koloniale Monatsblätter, 1913, Jg. 15, S. 108–111.
- Die Evangelische Mission: eine Einführung in ihre Geschichte und Eigenart. Hinrichs’sche Buchhandlung, Leipzig 1917.